# Johnny Schmuck
John Paul „Johnny“ Schmuck (* 16. Oktober 1981) ist ein ehemaliger deutscher Footballspieler und jetziger -trainer.

## Laufbahn
Schmuck begann seine Footballlaufbahn 1993 in der Jugend der Spandau Bulldogs, später spielte er bei den Berlin Rebels und ab 2001 bei den Berlin Adlern.
Der 1,80 Meter große Passempfänger wurde 2004 und 2009 mit den Berlinern deutscher Meister und gewann 2008 den EFAF-Cup. Als Mitglied der deutschen Nationalmannschaft wurde er 2001 Europameister, im Jahr 2003 Dritter der Weltmeisterschaft und 2005 Sieger der World Games in Duisburg.
2009 beendete er seine Spielerzeit im Leistungsfootball. Zu diesem Zeitpunkt hatte er bereits Erfahrung als Trainer gesammelt: Ab 2006 war er als Jugendtrainer bei den Adlern tätig, im Herbst 2011 trat er darüber hinaus im Trainerstab der Berliner Herrenmannschaft das Amt des Trainers der Wide Receiver an. Im Sommer 2012 wurde er zusätzlich Cheftrainer des Adler-Nachwuchses. Später übernahm er die Aufgabe des Angriffskoordinators bei den Adler-Herren und wurde ebenfalls als Sportlicher Leiter der Berlin Adler tätig.
Ab der Saison 2022 war Schmuck Cheftrainer der Berlin Thunder in der European League of Football. Er blieb bis 2024 im Amt.